# 잠수 특전대
《잠수 특전대》(영어: Going Under 혹은 Dive!)는 미국에서 제작된 마크 W. 트래비스 감독의 1991년 코미디 영화이다. 빌 풀먼 등이 출연하였고, 프레드 T. 갤로 등이 제작에 참여하였다.

## 출연진
- 빌 풀먼
- 웬디 샬
- 크리스 데미트럴
- 타이론 그랜더슨 존스
- 데니스 레드필드
- 루 리처즈
- 어니 서벨라
- 엘마리 웬들
- 네드 베이티
- 로버트 본
- 로디 맥다월
- 리처드 매서
- 존 머시타 주니어
- 조 네이머스
- 리프 허턴
- 마이클 윈즐로
- 다이앤 털리 트래비스
- 숀 저루비카
- 프랭크 보너
- 앤드리아 스타인
- 아터 시벌스키
- 이반 그베라
- 대릴 저루비카
- 태드 호리노
- 데이턴 캘리
- 리처드 칼라일
- 빌 덜랜드
- 핼 잉글랜드
- 톰 퓨셀로
- 윌리엄 A. 포터
- 톰 달그런
- 앨런 토이
- 해스컬 V. 앤더슨 3세
- 클레이턴 랜디
- 니컬러스 밀리
- G. 스모키 캠벨
- 앤드루 파크스
- 딘 케인
- 에디 프라이어슨
- 리처드 컬먼
- 리처드 에번스
- 마크 헤이닝
- 버드 코트 (크레디트 미기재)

## 기타 제작진
- 공동 제작: 랜돌프 데이비스
- 배역: 니나 액설로드
- 미술: 리처드 B. 루이스
- 세트: 셰릴 커니
- 의상: 핀